# Сражение за форт Джордж
Сражение за форт Джордж — битва, произошедшая во время англо-американской войны, когда американцы победили британские войска и захватили Форт Джордж в британской колонии Верхняя Канада. Войска армии США и корабли ВМС США провели крупную высадку морского десанта, но окружить армию британских войск им не удалось.

## Предыстория

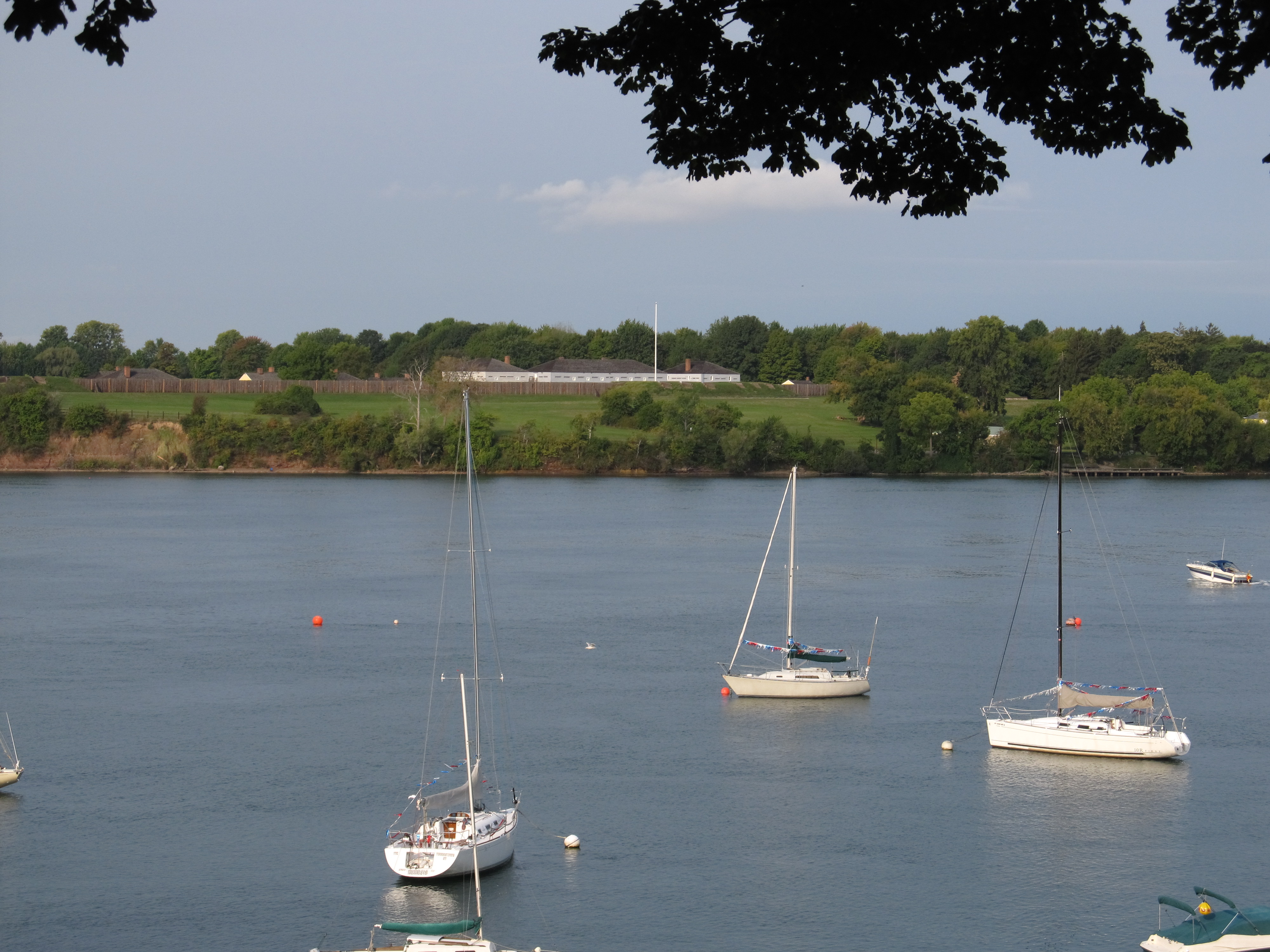
Вид Форта Джордж с американской стороны реки Ниагара. Завершенный в 1802 году форт был построен англичанами в качестве противовеса американскому Форту Ниагара.

Форт-Джордж был самым западным укреплённым военным поселением Великобритании на озере Онтарио, восточнее — Йорк- столица провинции Верхняя Канада и Кингстон, где базировалось большинство кораблей канадского морского пехотного подразделения. Форт Джордж был расположен на западном берегу реки Ниагара недалеко от её устья. На американской стороне стоял Форт Ниагара. Форт Джордж был построен, для того чтобы заменить Форт Ниагара, который британцы отдали американцам после подписания англо-американского договора о дружбе в 1796 году.

### События 1812 года
В начале войны британские войска, занимавшие Форта Джордж, так и американские войска в Форте Ниагара были не готовы к конфликту. 18 мая 1812 года сэр Джордж Прево, генерал-губернатор Канады, написал письмо в «Государственный секретариат по вопросам войны и колониям». Последние, в свою очередь, интересовались военной ситуацией в Канаде. В письме генерал-губернатор заявил, что в Форт-Джордж было 400 солдат 41-го валлийского полка и Капитанское Артиллерийское Командование. Он также написал, что Форт-Джордж не сможет противостоять нападению, если численность американских войск будет слишком высокой . С американской стороны, полковники Филит Свифт и Бенджамин Бартон до войны написали губернатору Нью-Йорка Даниелю Томпкинсу, что Форт Ниагара начнет атаку на британцев, если война будет объявлена. Однако, к июлю 1812 года американские командующие в Форте Ниагара предполагали, что британские войска готовят нападение, и поэтому они требовали подкрепления.
8 октября 1812 года генерал-майор ополчения штата Нью-Йорк Стивен Ван Ренсселер наметил план атаки: отправить силы ополчения из Льюйстона для атаки на Куинстон, что заставит британское командование отправить солдат из Форт-Джорджа в Квинстон. Когда это произойдёт, регулярные войска США под командованием бригадного генерала Александра Смита должны будут отправиться на лодках из «Ручья Четырёх миль» в тыл Форта Джордж и захватить его. Этот план не был реализован отчасти потому, что Смит не смог действовать кооперативно. Попытка осуществить план в ночь на 10 октября была сорвана из-за плохой погоды. Смит отправил свой отряд обратно в Блэк Рок.
Ван Ренсселер напал на Квинстон войсками, которые у него были в Льюистоне в ночь с 13 на 14 октября, но без войск Смита.
Во время битвы за Кунстонские высоты орудия Форта Джордж и Форта Ниагара начали стрелять друг в друга. Во время этого обстрела американцы смогли сжечь здание суда, тюрьму и 15-16 других зданий Форта Джордж. Во время этой битвы Форт-Джордж оставался под контролем майора Эванса, и в качестве гарнизона в Форте находилось не более 20 человек.

## План американцев

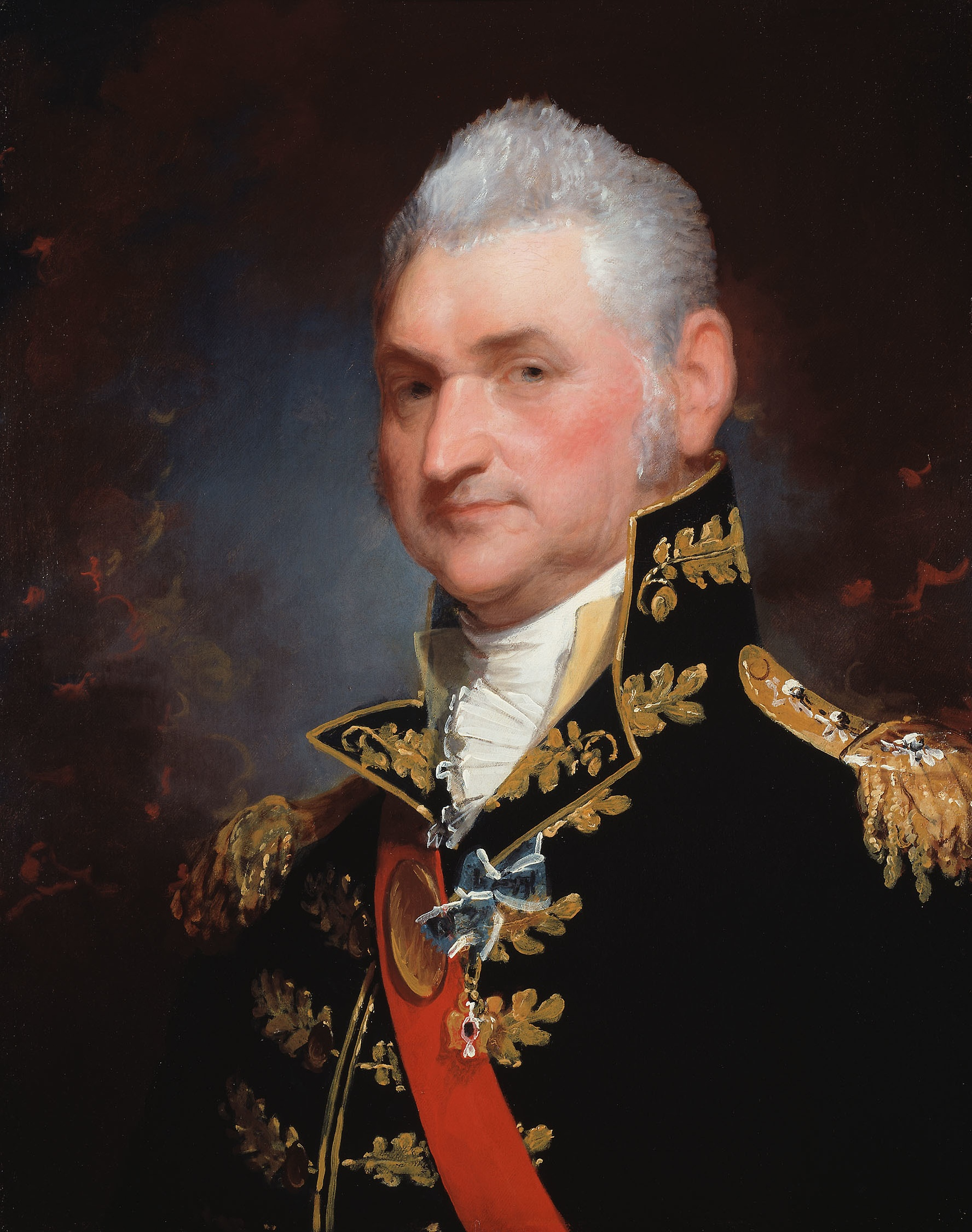
Веря в то, что большое количество британских солдат находились в Кингстоне, генерал-майор Генри Дирборн сместил вектор американского вторжения из Кингстона в Форт Джордж и на Ниагарский полуостров.

10 февраля 1813 года американцы разработали новый план. Он состоял в том, чтобы атаковать Кингстон, а затем Йорк из деревни Сакетс-Харбор имея в своём распоряжении 4000 солдат. Только после этого они должны были напасть на Форт-Джордж. Одновременно 3000 солдат из Буффало должны были захватить Форт Эри, а затем идти на Форт Джордж. Этот план был изменён так, чтобы избежать атаки на Кингстона, потому что генерал-майор Генри Дирборн, командующий армиями Соединенных Штатов на границе с Канадой, полагал, что в Кингстоне находилось от 6000 до 8000 британских солдат.
27 апреля на озере Онтарио американские войска под командованием Дирборна и коммодора Исаака Чонси добились успеха в Битве за Йорк, заняв город на несколько дней и захватив большое количество оружия и припасов, однако бригадный генерал Зебулон Пайк и несколько десятков солдат погибли при взрыве склада с боеприпасами. После захвата города американская армия была перевезена через озеро на кораблях Чонси в Форт Ниагара. Следующей целью Дирборна был Форт Джордж, но его армия требовала отдыха и реорганизации. В Форте Ниагара не были готовы разместить войска, поэтому, солдаты испытывали нехватку спальных мест и продовольствия. В частности, раненые остались без крова и медицинской помощи.
15 мая полковник Уинфилд Скотт вступил в должность генерал-адъютанта Дирборна (то есть Начальник штаба), будучи освобождённым из плена после битвы за Кунстонские высоты годом ранее. Он улучшил управление армией и выдвинул новые планы предстоящей атаки. В то же время, главный комендант ВМС США Оливер Хазард Перри, который прибыл из Лейк-Эри, чтобы пополнить запасы материалов для своей эскадрильи, разведал места высадки в устье реки Ниагара и установил буйки.
В Форте Джордж американцы планировали высадиться на берегу озера, а не на берегу реки Ниагара. Подкрепление войскам будет выслано в том случае, если двенадцати шхунам удастся высадить солдат на берег. Два более крупных судна, корвет USS Madison (1812) и бриг USS Oneida (1809) будут задействованы для борьбы с британскими батареями.
Американская армия насчитывала около 4000 пехотинцев. Эти войска были разделены на четыре группы, которые должны были высаживаться одновременно. Первой группой должен был руководить сам Скотт Уинфилд, второй — бригадный генерал Джон Паркер Бойд, профессиональный солдат, а третьей — бригадный генерал Уильям Генри Уиндер. Бригадный генерал Джон Чендлер сформировал резерв состоящий из большого количества артиллерии. Командование на себя взял полковник Александр Макомб. Генерал-майор Морган Льюис командовал сухопутными войсками. Дирборн, главнокомандующий, наблюдал с борта «Мэдисон».

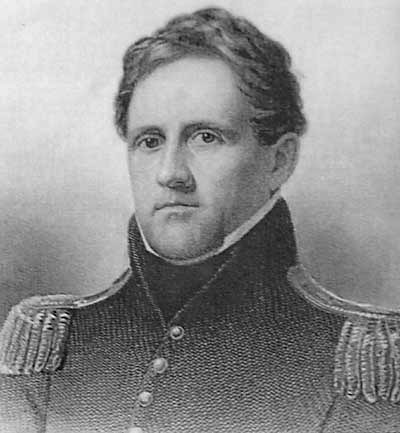
Полковнику Уинфилду Скотту было поручено командовать первой десантной группой во время американской атаки.

По мере подготовки к атаке, 25 мая американские войска начали обстреливать Форт-Джордж со своих позиций вдоль реки и из форта Ниагара, а также с кораблей Чонси. Артиллеристы форта использовали калёные ядра, поэтому несколько домов в Форт-Джордж сгорели.

## Состояние Британских войск
Командующим британскими силами на полуострове Ниагара был бригадир Джон Винсент. В его распоряжении находилось около 1000 солдат регулярной армии (основной частью 1-го батальона являлись 8-й британский пехотный полк и Королевский Беркширский полк, с отрядами канадских войск и легкой пехотой Гленгарри). Также присутствовало до 300 ополченцев, в том числе рота капитана Ранчи.
Хотя Винсент знал, что нападение неминуемо, он не мог владеть точной информацией, в каком направлении оно произойдет. Дабы попытаться охватить как можно больше районов, из которых могла начаться атака, он разделил свои войска на три отряда. Большая часть солдат была размещена на реке Ниагара.

## Сражение

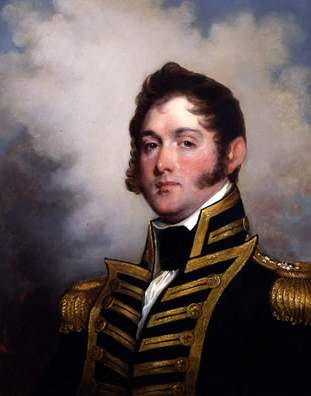
Оливер Хазард Перри

Однако, атаки вдоль реки Ниагара не последовало. Утром 27 мая стоял туман. Как только он рассеялся, британцы обнаружили американские суда у берегов озера Онтарио на западе. Винсент полагал, что он видел 14 или 15 судов, от 90 до 100 больших лодок и баржи, на каждой из которых было от 50 до 60 солдат. Войска Скотта начали высадку к западу от устья реки Ниагара, в то время как корабли Перри подавили огнём близлежащие британские батареи. Отряд Скотта состоял из 1-го стрелкового полка США под командованием майора Бенджамина Форсайта, двух рот 15-го пехотного полка США и 2-го артиллерийского полка США. Рота легкой пехоты Гленгарри встретила американцев на берегу штыковой атакой. Уинфилду Скотту пришлось лично отбиваться от солдат Гленгарри. Рота британских войск была в меньшинстве, и поэтому была вынуждена отступить, потеряв половину своих людей. Рота канадских войск также атаковала, но понесла тяжелые потери от картечи, выпущенной кораблями.
Скотт продвинулся от берега, но был атакован британскими войсками (остатки войск, которые уже атаковали отряд Скотта ранее, плюс пять отрядов 8-го пехотного полка Великобритании, рота капитана Ранчи и 100 ополченцев). Уинфелд Скотт был отброшен назад. Но корабли Оливера Перри снова сделали залп картечью и изрядно проредили строй британских солдат. Силы Скотта были усилены войсками бригады Джона Паркера Бойда, которая только что высадилась на берег, и в свою очередь британцы были отброшены.
Когда бригада Вильяма Виндера начала высадку, Джон Винсент понял, что его численно превосходят, а также обходят с фланга. Было решено эвакуировать всех солдат на юг, в Квинстон. Также был отдан приказ уничтожить орудия форта и взорвать склады с боеприпасами. Но эти приказы не были выполнены. (Некоторые британские женщины и дети были оставлены в форте во время поспешного отступления. Все они бы погибли, если бы приказ Винстона был выполнен.), и американские солдаты вошли в почти нетронутый форт. Только один небольшой склад успел взорваться, и взрывная волна сбросила Уинфилда Скотта с лошади. При падении он сломал ключицу.

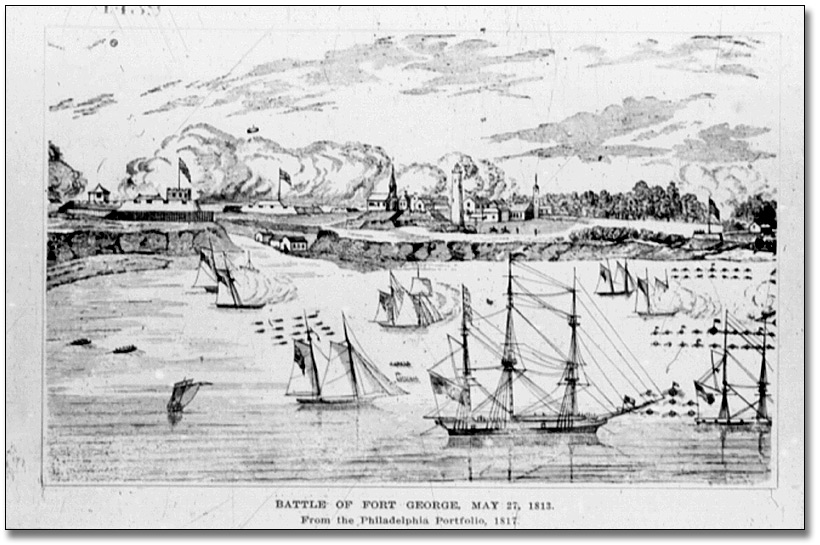
Изображение американской военно-морской эскадры во время битвы за Форт-Джордж.

Войска Скотта продолжали давить Винсента. Тем не менее, его арьергард, включавший в себя отряды канадских драгунов, удерживал Уинфелда. На перехват остатков войск Великобритании, американское командование переправило через Ниагару драгунский полк под командованием полковника Джеймса Бёрна. Пока Скотт ждал переправляющиеся силы, бригадный генерал Бойд принес ему приказ от генерал-майора Моргана Льюиса. Было приказано отказаться от преследования и вернуться в Форт-Джордж. Льюис боялся, что британцы заведут отряды Скотта в засаду.

## Потери
Армия США потеряла одного офицера и 39 солдат убитыми, пять офицеров и 106 солдат раненых. В общей сложности 40 убитых и 113 раненых. Больше всего потерь было в 1-й бригаде Бойда. 2-я бригада Виндера вела сравнительно легкие бои, и только 6 бойцов были ранены. 4 бойца из ополчения Нью-Йорка было ранено. 3-я бригада Джона Чендлера, которая прибыла последней, не понесла потерь. Военно-морской флот США потерял одного бойца убитым, двое раненых. Войска Уинфелда Скотта потеряли 23 солдата, и ещё 2 офицера и 64 солдата ранены.
Армия Великобритании потеряла 52 бойца убитыми, 44 раненые и 262 пропавшие без вести; солдаты, оставшиеся в госпитале Форт-Джорджа (16 человек), в список раненых не входят, так как их ранения не были получены в ходе битвы за Форт-Джордж. Согласно официальному отчету, американцы взяли в плен 276 солдат , 163 из которых были ранены. В общей сложности британцы потеряли 459 человек.

## Последствия
Американцы нанесли тяжелое поражение своим противникам и заняли хорошо укрепленные позиции, понеся сравнительно малые потери. Столь отличному планированию атаки и руководству командование армии США обязано двум офицерами: Скотту Уинфелду и Оливеру Хазард Перри.

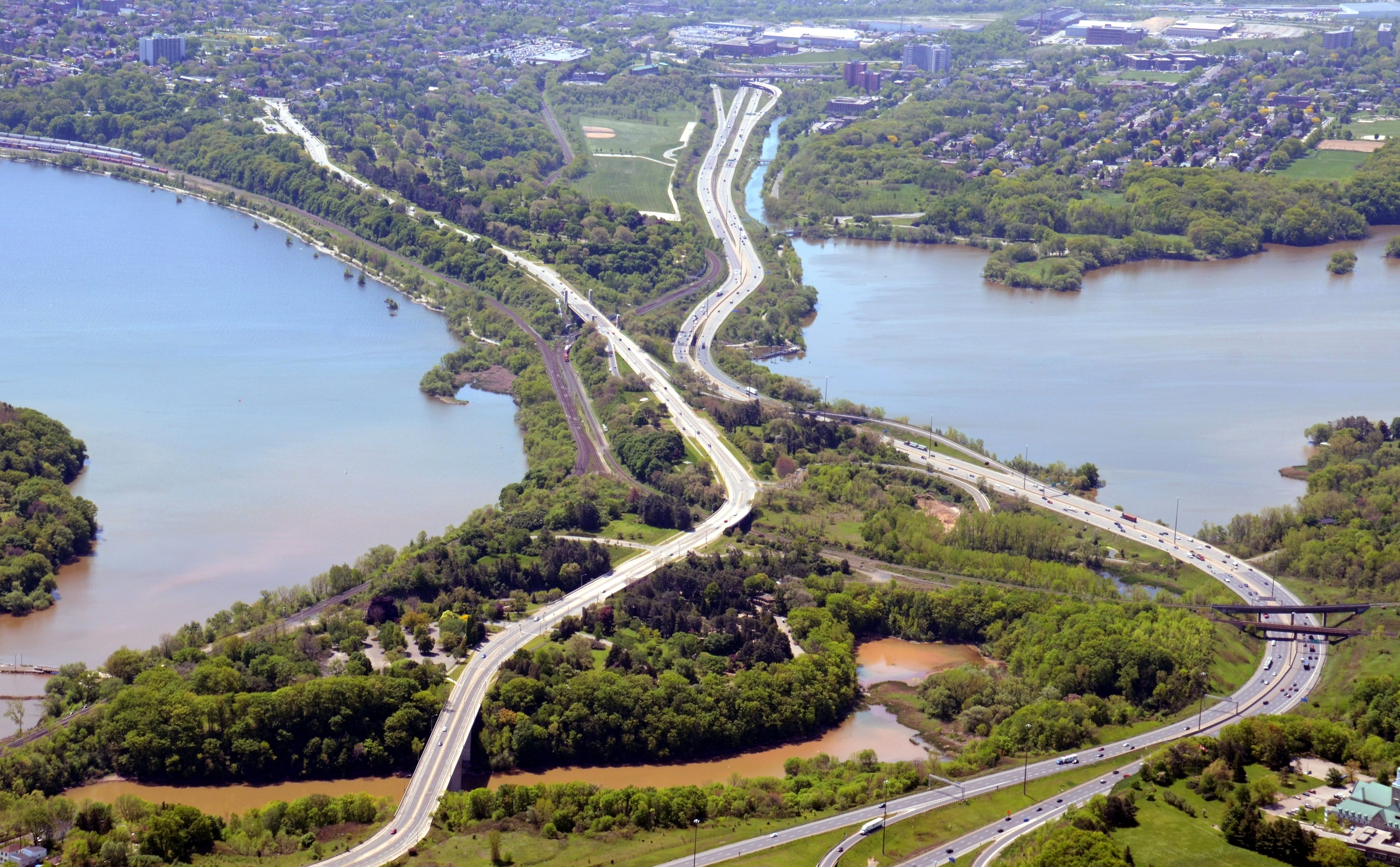
Вскоре после сдачи форта, британские войска отступили и перегруппировались в Берлингтон-Хайтс, мыс над западным концом Гавани Хэмильтона.

Когда американцы прекратили преследование, Джон Винсент продолжил свое отступление к Бобровым плотинам, около современного Торолд, Онтарио, где он скапливал другие британские регулярные отряды из Форт-Эри и других постов выше Ниагары. Также он временно распустил ополчение, после чего отступил к Берлингтон-Хайтс возле западного края озера Онтарио.
Когда британцы покинули Форт Эри, офицер Перри смог переместить несколько вооруженных кораблей, которые были заблокированы в Блэк Рок в озере Эри, и это должно было способствовать его победе в конце года в битве на озере Эри.
Тем не менее, американская армия не спешила использовать захват Форт-Джордж для продвижения по полуострову Ниагара. Они позволили офицеру Винсенту начать внезапную атаку на Стони-Крик, после чего американцы отступили в Форт-Джордж.
Задействовав свою военно-морскую эскадру против форта Джордж, американцы также оставили себя уязвимыми для контратаки на свою базу, и только нерешительное командование генерал-лейтенанта сэра Джорджа Прево позволило американцам отбиться в битве при Сакеттс-Харбор.
Впоследствии американцы оставались в небольшом оборонительном анклаве вокруг форта Джордж. После катастрофы, когда отряд, вышедший на вылазку против британского аванпоста, был окружён и вынужден сдаться коренными американцами в битве за Бобровые плотины, они стали менее активными на этом фронте, пока вовсе не покинули Форт-Джордж в декабре 1813 года.

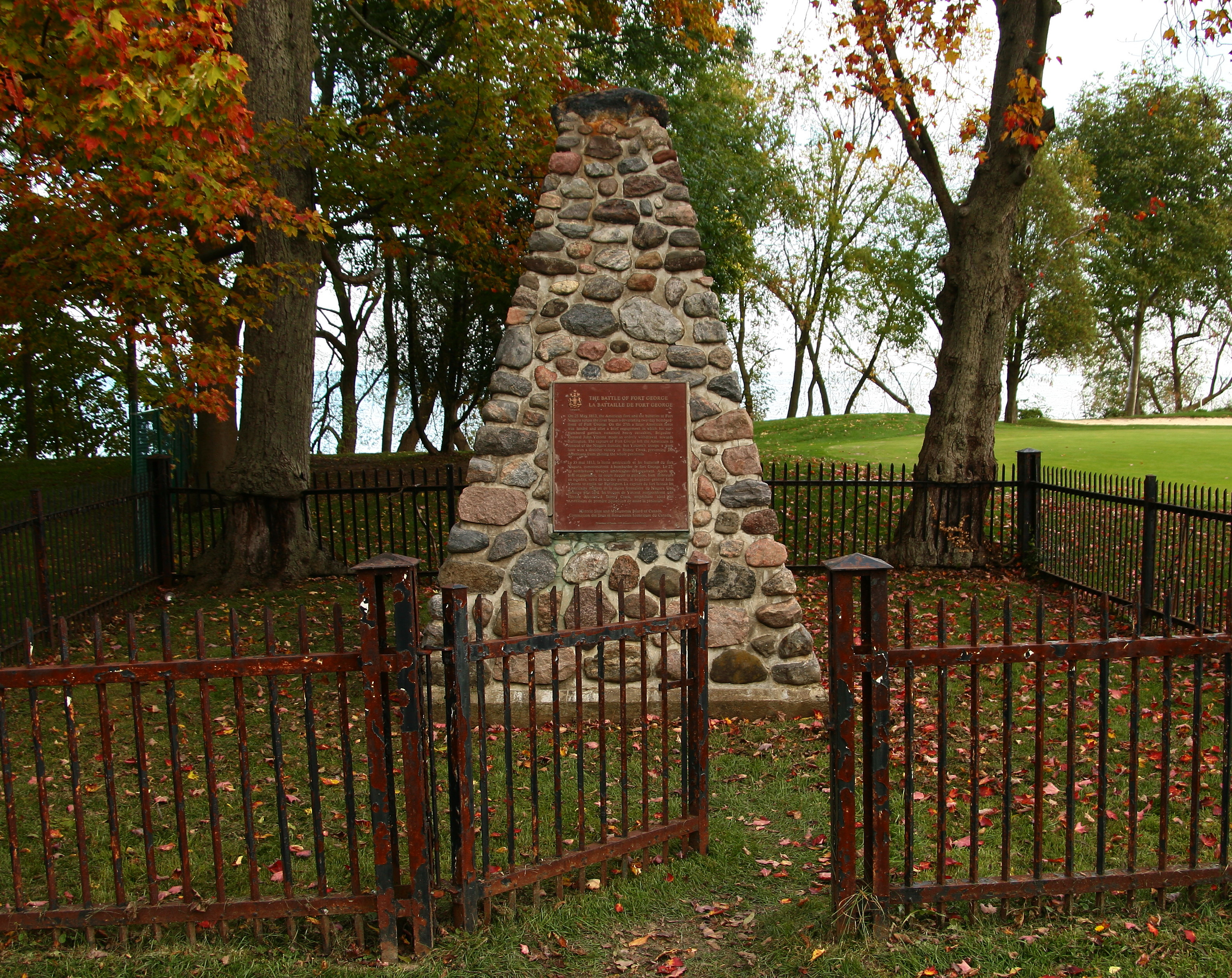
Тур на поле битвы в Форт-Джордж.

## Примечание
1. 1 2 3 4 5  Hitsman, p.130
2. 1 2 3 4  Coleman, p.27
3. 1 2 3 4  Cruikshank, Documentary History, p. 256
4. ↑  Cruikshank, Battle of Fort George, p. 53
5. 1 2  Cruikshank, Documentary History, p. 248
6. 1 2 3  Feltoe (2013), p.71
7. 1 2 3  CRDH, Vol. 5, 247–48, 253 [прояснить]
8. 1 2 3  Government of the United States. Causes of the Failure of the Army of the Northern Frontier, Report to the House of Representatives (February 2, 1814 – 13th Congress, 2nd session, Military Affairs), p. 444–45
9. 1 2 3  Boyd, J. P. Documents and Facts Relative to Military Events during the Late War (Private Publishing, 1816), p. 5
10. 1 2 3  Brannan, J. Official Letters of the Military and Naval Officers of the United States, during the War with Great Britain in the Years 1812, 13, 14, & 15 (Washington, DC: Way & Gideon, 1823), p. 162
11. 1 2 3  James, W. A Full and Correct Account of the Military Occurrences of the Late War between Great Britain and the United States of America, Vol. 3 (London: William James, 1818), p. 159 & 410
12. ↑  Cruikshank, Documentary History, pp. 253–254
13. ↑  Coleman, p.9
14. ↑  Hitsman, p.38
15. ↑  Hitsman, p.244
16. ↑  Coleman, p.13
17. ↑  Hitsman, p.55
18. ↑  Coleman, p.17
19. ↑  Coleman, pp.17, 18
20. ↑  Coleman, p.18
21. ↑  Hitsman, p.89
22. 1 2 3 4  Cruikshank, Ernest. Battle of Fort George: A Paper Read on March 14th 1896. — Niagara, Ontario : Pickwell Bros., Book and Job Printers, 1896.
23. ↑  Coleman, pp.24, 25
24. 1 2  Elting, p.119
25. 1 2  Elting, p.120
26. ↑  Hitsman, p.144
27. ↑  Coleman, p.28
28. 1 2 3 4  Elting, p.123
29. ↑  Hitsman, p.131
30. 1 2  Elting, p.124
31. ↑  Cruikshank, Documentary History, p. 247
32. ↑  Elting, p.95
33. ↑  Hitsman, pp. 147—149
34. ↑  Elting, pp. 139—140